# Telipogon putumayensis
Telipogon putumayensis är en orkidéart som beskrevs av Dodson och Rodrigo Escobar. Telipogon putumayensis ingår i släktet Telipogon och familjen orkidéer.
Artens utbredningsområde är Colombia. Inga underarter finns listade i Catalogue of Life.

## Bildgalleri

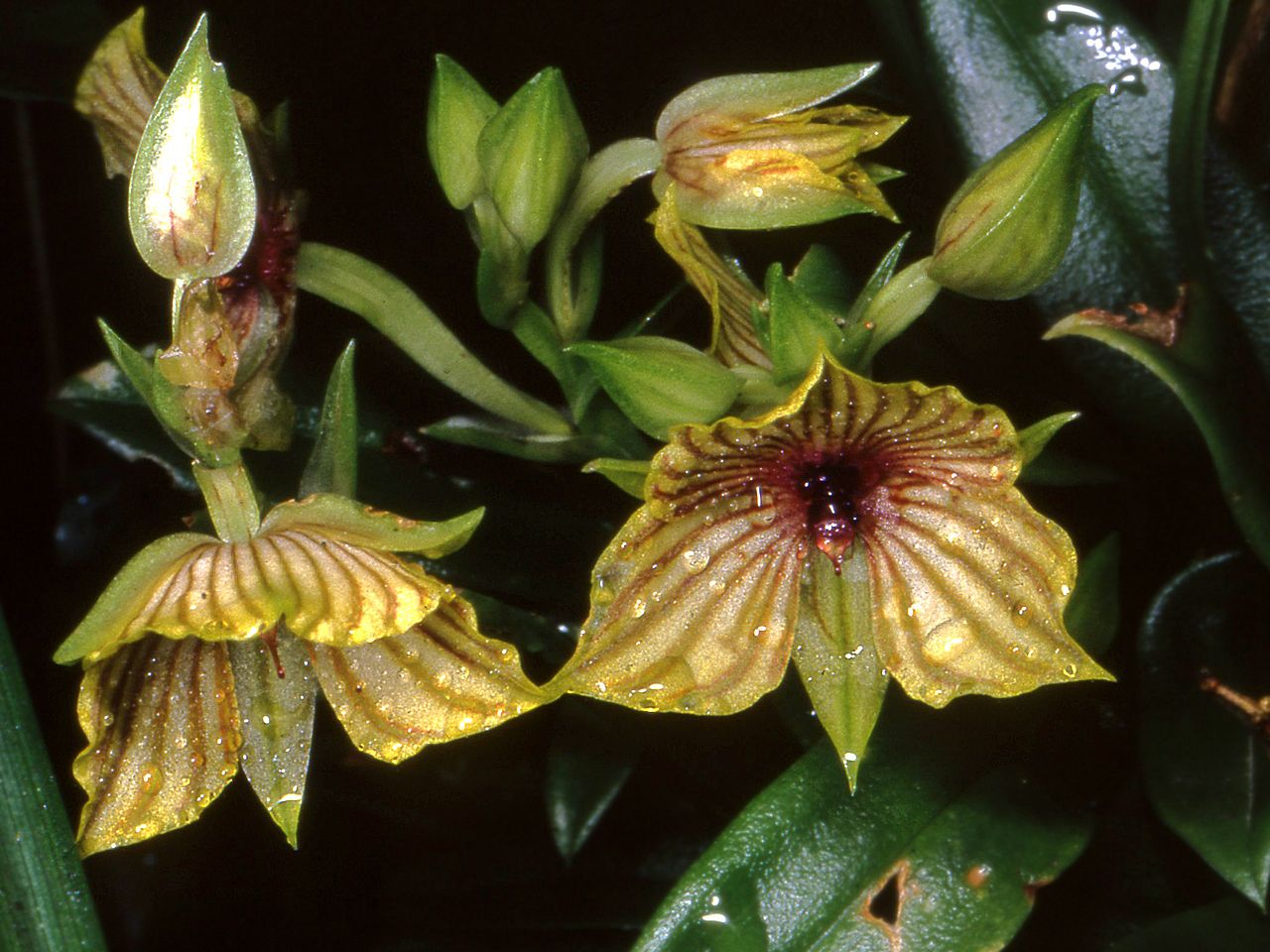